# Arará (navio)
O vapor Arará foi um navio de carga brasileiro torpedeado na tarde do dia 17 de agosto de 1942, pelo submarino alemão U-507, no litoral do estado da Bahia.
Era de propriedade da Companhia Serras de Navegação e Comércio e foi a vigésima embarcação brasileira atacada na guerra, e a quinta a ser afundada em sequência pelo mesmo "u-boot".
Seu afundamento ocorreu quando estava resgatando os náufragos do navio Itagiba, que havia sido torpedeado pela manhã daquele dia no mesmo local. Morreram 20 tripulantes, além de alguns passageiros sobreviventes do Itagiba que já se encontravam a bordo do cargueiro.
A sequência de torpedeamentos causou uma grande consternação no Brasil, ainda um país neutro, fazendo com que a população fosse às ruas exigindo do governo uma resposta imediata aos ataques, que culminaria com a declaração de guerra do Brasil contra a Alemanha nazista e a Itália fascista, no dia 22 de agosto.

## O navio e sua história
O vapor fora completado em março de 1907 no estaleiro R. & W. Hawthorn, Leslie & Co. Ltd, em Hebburn on Tyne, no norte da Inglaterra, sob o nome de Beshtau, operado pela Russian Steam Navigation & Trading Co (Companhia Russa de Comércio e Navegação a Vapor). Em 1925 foi vendido à companhia brasileira Carbonífera Próspera Ltda e renomeado Providencia. Oito anos depois, foi adquirido pela Companhia Serras de Navegação & Comércio, e rebatizado Serra Azul. Por fim, em 1935, recebeu a sua última denominação Arará, nome pelo qual ficou conhecido na história.
Apesar do nome, não pertencia à famosa classe dos "Aras", do qual fazia parte o Araraquara, afundado dois dias antes.
Possuía 1.075 toneladas de arqueação bruta, distribuídas em um casco de aço de 73,2 metros de comprimento por 10,7 metros de largura, e um calado de 3,9 metros. Era propelido por um motor a vapor de tripla expansão com uma hélice, com potência nominal de 143 HP.

## O contexto imediato
Embora as relações diplomáticas entre o Brasil e a Alemanha Nazi estivessem rompidas desde janeiro o Brasil ainda se mantinha neutro em relação ao conflito, apesar do afundamento de quinze mercantes seus nos meses anteriores.
No entanto, no início de agosto, devido aos revides das patrulhas aéreas norte-americanas, a partir de bases brasileiras (e com auxílio de brasileiros), contra os submarinos do Eixo, a relação entre os dois países deteriorou-se gravemente.
Nesse contexto, o Alto-Comando da Kriegsmarine determinou ao submarino U-507 que se deslocasse para a costa brasileira e lá, executasse "manobras livres", ou seja, afundar toda e qualquer embarcação aliada ou latino-americana, exceto argentinas e chilenas, sem necessidade de aviso ou autorização.
Do lado brasileiro, os navios mercantes de cabotagem passariam a trabalhar em um ambiente de pré-guerra e essa expectativa estava bem evidenciada nas ordens que então receberam todos os comandantes, ou seja, a de navegarem mais próximos da costa brasileira e que durante a noite, as luzes internas de seus barcos deveriam ficar apagadas, ficando acesos apenas os faróis de navegação. E ainda, segundo as normas expedidas pelo governo brasileiro, os navios, que como medida de segurança já traziam as vigias pintadas de preto, deveriam tomar precauções maiores quando passassem a navegar de Maceió mais para o norte

## O agressor
O U-507 era um submarino do Tipo IXC, fabricado em 1940. Tinha 1.120 toneladas de deslocamento na superfície e 1.232 toneladas submerso. Com um comprimento de 76,76 metros, os submarinos desse tipo eram movidos por uma combinação de motores diesel e elétrico. Debaixo d’água, só se podia usar o motor elétrico, que não rouba o ar como os motores a combustão, só mais tarde na guerra que se adaptou um dispositivo - basicamente um tubo que capta o ar da superfície -, o snorkel, para tornar o submarino capaz de ligar o motor diesel mesmo submerso. Na superfície, movido a diesel, um tipo IXC podia navegar 13.450 milhas náuticas (25.000 km) a uma velocidade de 10 nós (18,5 km/h). Submerso, com o motor elétrico, só conseguia navegar 63 milhas a uma velocidade de apenas 4 nós (7,5 km/h). Possuíam 22 torpedos e  um carregamento de 44 minas. Operavam com uma tripulação entre 48 e 56 homens.
O comandante do U-507 era o Capitão-de-Corveta Harro Schacht, 35 anos, casado, morador em Hamburgo, que começara a carreira naval, em 1926, onde serviu nos cruzadores Emden e Nürnberg, até ser deslocado para o Gabinete do Comando da Marinha, onde foi promovido a Capitão-de-Corveta e assumindo, pouco depois, o comando do U-507.

## O afundamento
Mesmo com a informação dos ataques dos dias anteriores, o navio, comandado pelo Capitão-de-Longo-Curso José Coelho Gomes, zarpou de Salvador, na manhã do dia 17 de agosto, com destino a Santos, carregado de sucata de ferro.
Por volta do meio-dia, cerca de 30 milhas ao sul de Salvador, o Arará encontrou muitos náufragos do Itagiba, torpedeado uma hora antes pelo U-507, que ficara à espreita. Às 13:03 (18:03 pelo Horário da Europa Central), durante o recolhimento dos náufragos, quando suas máquinas já se encontravam paradas e com duas baleeiras arriadas, o navio acabou sendo atingido por um torpedo do u-boot, cuja esteira no mar chegou a ser vista por gente da tripulação. Quando ele foi visto, só faltavam 400 metros para acertar o alvo. A essa distância, mesmo que estivesse em movimento, o navio não escaparia.
Ao atingir o alvo, o torpedo provocou uma  grande explosão, a qual causou cinco mortes imediatas e que praticamente partiu o navio em dois. As baleeiras foram arriadas desta vez com mais dificuldade, pois o navio submergia rapidamente. Alguns escaleres ficaram amarrados e ameaçavam afundar, porém foram desvencilhados quase por milagre.
Um hora depois, passava pelo local o iate Aragipe que, provavelmente, por não ter sido visto, não foi atacado pelo U-507. Somente com o aparecimento do cruzador Rio Grande do Sul e da aproximação de aviões de patrulha, é que o submarino alemão se afastou. Além do Aragipe, também participou do resgate o saveiro Deus do Mar. Assim, os 159 náufragos dos dois navios puderam ser recolhidos do mar e levados à Valença, a cidade mais próxima.
Dos 35 tripulantes do Arará, salvaram-se 15 e pereceram 20 homens, e dos náufragos do Itagiba que já se encontravam salvos a bordo do Arará (18 pessoas), uns tantos se salvaram e outros desapareceram, quando o navio cargueiro foi atingido pelo torpedo.
Em homenagem ao cargueiro, um avião Catalina PBY-5 da FAB foi batizado de Arará, que se tornaria no primeiro avião brasileiro a afundar um submarino do Eixo (o U-199), ao largo da costa do Rio de Janeiro em 31 de julho de 1943.

## Repercussão e reação popular
No dia seguinte ao duplo torpedeamento, 18 de agosto, o jornal Diário da Bahia estampava na capa: "Covardes! Inominável atentado". Apenas no dia 20 o chanceler Osvaldo Aranha se manifestou, em discurso improvisado na sacada do Palácio do Itamaraty, no Rio de Janeiro: "Oporemos uma reação que há de servir de exemplo para os povos agressores e bárbaros que violentam a civilização e a vida dos povos pacíficos".
No dia 22, o Brasil deixava de ser neutro, declarando "estado de beligerância" à Alemanha e à Itália, cuja declaração formal viria no dia 31 de agosto, através do Decreto-Lei nº 10.358.